# Subdivisions administratives du royaume de Sardaigne

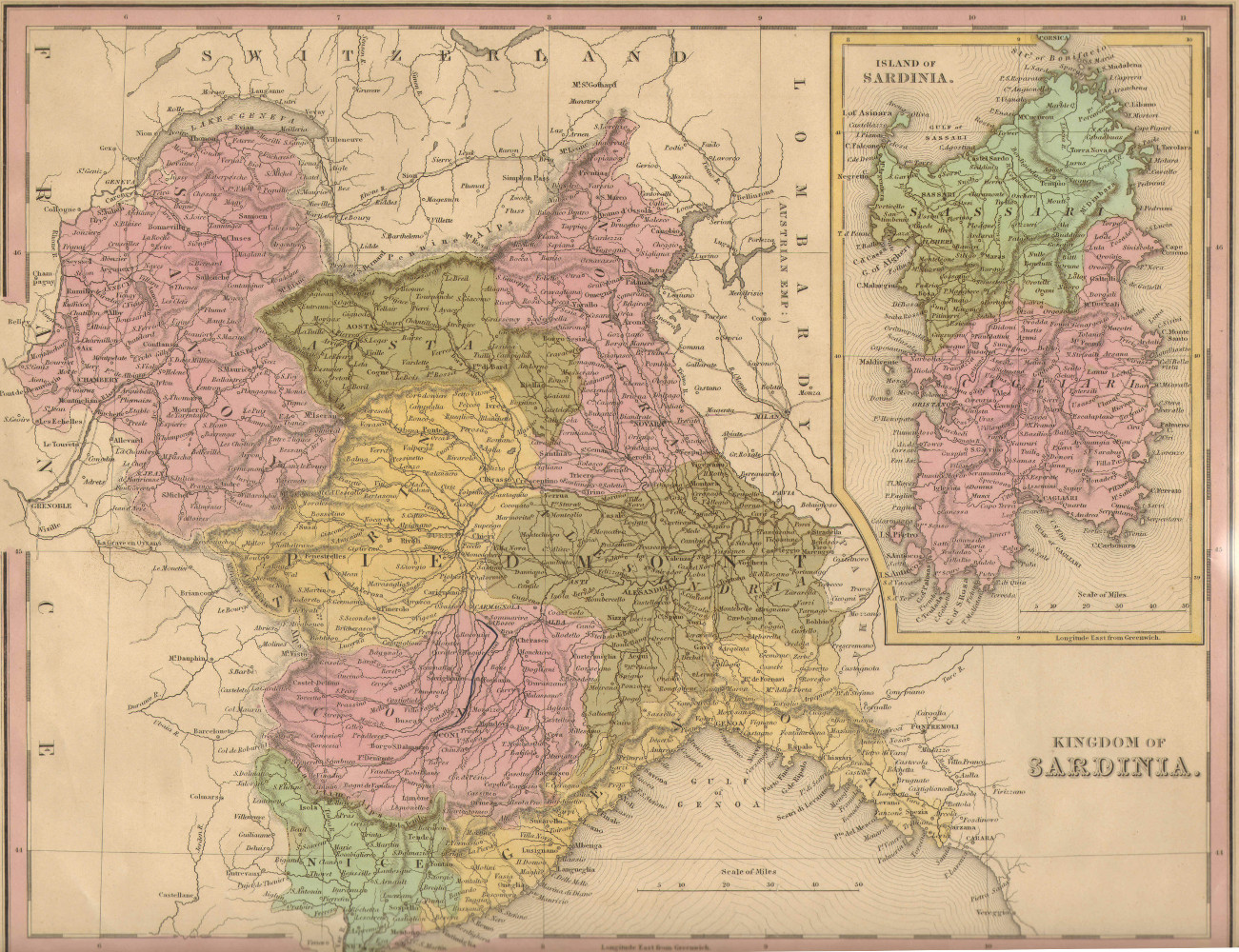
Carte de 1839 présentant les dix divisions du royaume de Sardaigne.

Les subdivisions administratives du royaume de Sardaigne ont subi des évolutions durant les 140 années d'existence de ce royaume entre 1720 et 1861. Au XVIIIe siècle, l'organisation correspond à celle d'un État de l'Ancien Régime, organisé en tant que fiefs impériaux. Par la suite, les principaux changements sont dus à l'intégration des États de terre-ferme (Savoie, Piémont et comté de Nice, principauté d’Oneille) dans l'Empire français à la suite des guerres de la révolution.  Ainsi, après la restauration en 1814, l'administration sarde conserve les structures de l'époque napoléonienne. 

## AuXVIIIesiècle
Initialement, les États du roi de Sardaigne ne sont que partiellement souverains. Alors que le Piémont et la Sardaigne ne dépendent que de lui, d'autres parties sont des fiefs d'Empire et dépendent tout au moins en théorie du Saint-Empire romain germanique. En particulier, le duché de Savoie est rattaché au cercle du Haut-Rhin bien que le roi refuse de participer à ses diètes tandis que le Montferrat, le Milanais et les fiefs impériaux relèvent du royaume germanique d'Italie.
Un règlement traçant les divisions des provinces est publié en 1723, il est légèrement modifié par un édit du 3 septembre 1749 qui transfère quelques paroisses dans des provinces voisines. 
À cette époque, un effort est fait pour préciser les droits fonciers ainsi que les limites exactes des juridictions, en particulier au niveau paroissial, ce processus est illustré par l'établissement des cartes sardes.
Du côté ouest, l'objectif de rationaliser les frontières aboutit à la signature de deux traités. Celui de Turin en 1754 avec la république de Genève donne lieu à un échange de territoires pour mettre fin aux litiges causés par les terres appartenant au chapitre et à Saint-Victor où Genève possédait la basse justice et les Savoie la haute juridiction. Celui de 1760 avec la France rend la frontière plus rectiligne. Côté est, le pays continue de s'agrandir à la suite des grandes guerres européennes. Il obtient Novare, Tortone et les Langhes dès 1736 à l'issue de la guerre de Succession de Pologne puis Vigevano, Anghiera et Bobbio en vertu du traité de Worms de 1743 signé à l'occasion de la guerre de Succession d'Autriche. De 1740 à 1748, une grande partie du royaume est occupée par les armées française et espagnole.
L'année 1780 voit la création de la province de Carouge pour aider au développement de cette ville nouvelle située aux portes de Genève.
Dans la deuxième moitié du XVIIIe siècle, Büsching présente les États de la façon suivante : 
- Le duché de Savoie qui regroupe le duché de Chablais, le duché de Genevois, les baronnies de Faucigny et de Beaufort, la Savoie proprement dite, le comté de Tarentaise et le comté de Maurienne.
- La principauté de Piémont comprenant plusieurs districts : le district de Turin, le comté de Canavese (Ivrée), le marquisat de Suse, le district de Lucerne (les vallées de Piémont ou vallées d'Angrogne), le district de Chieri, le district de Carrea, le district de Cherasco, le district d'Asti avec le comté d'Asti et le marquisat de Ceva, le district de Savillan avec la principauté de Carignan, le marquisat de Saluces, le district de Coni, le district de Mondovì et les Langhes, fiefs impériaux.
- Le duché d'Aoste
- La seigneurie de Verceil
- Le comté de Nice qui inclut : le comté de Tende, le comté de Beuil, le marquisat de Dolceacqua, le comté de Nice proprement dit et la principauté d’Oneille, fief impérial.
- Le duché de Montferrat
- Le Milanais savoyard : Alexandrie et Valence, la Lomelline, le val di Sesia, Novare, Tortone, Vigevano, Anghiera, Bobbio.
- L'île de Sardaigne qui reste administrée par un vice-roi et qui est divisée en deux parties : le capo di Cagliari et le capo di Logodri.

Pour la justice, il existe trois sénats à Chambéry, Turin et Nice. Ces institutions jouaient un rôle significatif au siècle précédent mais elles perdent de leur importance avec la montée de l'absolutisme royal. Par exemple, elles perdent  leur droit de remontrance dans les années 1730. De même, le conseil des Commis du Val d'Aoste cesse de fonctionner à cause des réformes de Charles-Emmanuel III.

### Période napoléonienne
Entre 1792 et 1802, le royaume de Sardaigne perd successivement ses territoires continentaux qui deviennent des départements de l'empire Français. Alors qu'il ne contrôle plus que l'ile de Sardaigne, un édit royal est promulgué le 4 mai 1807 divisant l'ile en quinze préfectures dirigées par un préfet : Sassari, Alghero, Tempio, Ozieri, Bono, Nuoro, Bosa, Laconi, Oristano, Tortolì, Sorgono, Mandas, Villacidro, Iglesias et Cagliari.

## AuXIXesiècle

### À la restauration
À la restauration, le royaume de Sardaigne instaure les « divisions » comme niveau administratif supérieur. Elles sont parfois appelées intendances car elles sont dirigées par un intendant. Au nombre de dix, elles ont été mises en place tout d'abord de façon provisoire par l'édit du roi Victor-Emmanuel I du 7 octobre 1814, modifiées ensuite par l'édit du 27 octobre 1815 qui prend en compte l'intégration des territoires de l'ancienne république de Gênes puis par les résultats du traité de Paris du 20 novembre 1815 qui rend à la Sardaigne l'intégralité de la Savoie, mise à part quelques communes cédées à la Suisse dans des conditions réglées par le traité de Turin du 16 mars 1816 qui garantit  également la neutralité de la Savoie du Nord et y instaure une zone franche. La forme définitive est décrite par l'édit du 10 novembre 1818 avec une organisation à quatre niveaux calqués sur les structures napoléoniennes :  la « division » correspond aux anciens départements français, le deuxième niveau est la « province » qui correspond aux arrondissements, puis viennent les « mandements » qui remplacent les cantons et finalement les communes.
Ces dix divisions sont : (le nom des provinces qui les composent est indiqué entre parenthèses) 
- La division d'Alexandrie (Alexandrie, Acqui, Asti, Casale, Tortone, Voghera), formée à partir du département de Marengo et des arrondissements de Tortone et de Voghera
- La division d'Aoste (Aoste), formée à partir du département de la Doire mais sans l'arrondissement d'Ivrée
- La division de Cagliari (Cagliari, Busachi, Iglesias, Isili, Lanusei, Nuoro)
- La division de Coni (Coni, Alba, Mondovi, Saluces), formée à partir du département de la Stura
- La division de Gênes (Gênes, Albenga, Bobbio, Chiavari, Levante, Novi, Savone) regroupant les territoires de l'ancienne république de Gênes
- La division de Nice (Nice, Oneille, Sanremo), formée à partir du département des Alpes-Maritimes
- La division de Novare (Novare, Lomellina, Ossola, Pallanza, Valsesia, Verceil), formée à partir du département de l'Agogna et du département de la Sesia mais sans l'arrondissement de Biella
- La division de Sassari (Sassari, Alghero, Cuglieri, Ozieri, Tempio)
- La division de Savoie (Savoie propre, Carouge, Chablais, Faucigny, Genevois, Haute-Savoie, Maurienne, Tarentaise), formée à partir du département du Mont-Blanc et de la partie sarde du département du Léman. Cependant, de 1814 à 1815, elle n'inclut pas le Genevois et la Savoie Propre car ces deux provinces sont alors encore sous domination française.
- La division de Turin (Turin, Biella, Ivrée, Pignerol, Suse), formée à partir du département du Pô et de l'arrondissement d'Ivrée.

Le congrès de Vienne place également la principauté de Monaco sous le protectorat du royaume de Sardaigne.

### Fusion parfaite
Le découpage territorial est légèrement modifié en 1847 par les édits du roi Charles-Albert du 7 octobre et du 27 novembre qui réorganise, à travers la Fusion parfaite, le pays en un État unique et centralisé avec comme conséquence majeure la suppression du poste de vice-roi de Sardaigne. Peu après, les réformes mises en œuvre dans le cadre de l'adoption du Statut albertin (4 mars 1848) modifie grandement les institutions avec notamment l'instauration d'un parlement bicaméral et la transformation des  sénats locaux (Piémont, Savoie, Nice), anciennes cours souveraines, en simples cours d'appel. Le système passe d'une monarchie absolue à un gouvernement constitutionnel. Alors que les intendants administraient auparavant au nom du roi, ils sont dès lors mis en présence de conseils provinciaux et municipaux électifs. 
À partir du 21 mars 1848, le royaume de Sardaigne administre aussi de facto les villes libres de Menton et Roquebrune qui se sont placées sous sa protection après avoir fait sécession de la principauté de Monaco.
Dans les années 1850, le nombre de divisions passe à quatorze. Les nouvelles divisions sont :
- Division d'Annecy (Genevois, Chablais, Faucigny)
- Division de Chambéry (Savoie Propre, Haute-Savoie, Maurienne, Tarentaise), toutes deux issues de la scission de la division de Savoie
- Division d'Ivrée est le nouveau nom donné à la division d'Aoste qui change également de chef-lieu.
- Division de Nuoro (Nuoro, Cuglieri, Lanusei), créée par la loi no 807 du 12 aout 1848.
- Division de Savone (Savone, Acqui, Albenga)
- Division de Verceil (Verceil, Biella, Casale)

Ces quatre dernières divisions sont supprimées dès 1859.

### Décret Rattazzi

Les provinces du royaume de Sardaigne en 1859, selon le décret Rattazzi

Le 23 octobre 1859, après la seconde guerre d'indépendance qui a mené à l'annexion de la Lombardie, le décret royal no 3702 connu sous le nom de décret Rattazzi est publié. Celui-ci est à la base de l'organisation territoriale dans le futur royaume d'Italie. La nouveauté principale concerne l'intégration des provinces lombardes.
Dès lors, les divisions prennent le nom de « province ». Elles sont administrées par un gouverneur nommé par le roi, assisté d'un vice-gouverneur et placé sous la tutelle du ministre de l'intérieur auxquels s'ajoute un conseil d'administration élu par le gouvernement provincial. À partir du décret no 250 de 1860, le titre de « gouverneur » est remplacé par celui de « préfet ». Les subdivisions de deuxième niveau, anciennement appelées provinces, portent le nom d' « arrondissement » (circondario en italien).
Anciens territoires :
- La province d'Alexandrie cède l'arrondissement de Voghera à Pavie et reçoit l'arrondissement de Novi depuis Gênes.
- La province d'Annecy, initialement inchangée, est annexée à la France à la suite du traité de Turin et forme le département de la Haute-Savoie depuis le 15 juin 1860.
- La province de Cagliari est agrandie par les arrondissements de Cuglieri, intégré dans l'arrondissement d'Oristano, et de Lanusei qui intègre l'arrondissement d'Isili.
- La province de Chambéry subit le même sort que celle d'Annecy et devient le département de la Savoie.
- La province de Coni, initialement inchangée, reçoit en 1860 les communes de Tende et de Brigue qui faisait partie de l'arrondissement de Nice mais qui n'ont pas été annexée à la France.
- La province de Gênes cède l'arrondissement de Novi à Alexandrie et celui de Bobbio à Pavie.
- La province de Nice, initialement inchangée, est partagée en 1860. La plus grande partie de l'arrondissement de Nice revient à la France tandis que les arrondissements restants d'Oneille et de Sanremo forment la province de Porto Maurizio.
- La province de Novare reçoit les arrondissements de Biella et de Verceil et cède celui de la Lomellina à Pavie.
- La province de Sassari est agrandie de l'arrondissement de Nuoro.
- La province de Turin intègre la division d'Ivrée.

Nouvelles provinces :
- Province de Bergame : qui a subi quelques modifications ;
- Province de Brescia : comprenant à l'époque Castiglione delle Stiviere ;
- Province de Côme : comprenant à l'époque la province de Varese et la province de Lecco ;
- Province de Crémone : comprenant la ville de Mantoue côté droit de la rivière Oglio.
- Province de Milan : comprenant une partie de la province de Varese et les provinces de Lodi, de Monza et Brianza ;
- Province de Pavie : comprenant à l'époque les provinces de Bobbio, de Voghera et de Lomelline qui faisaient partie du royaume avant les guerres d'indépendance ;
- Province de Sondrio.